# سیارک ۱۶۸۳۲۱
سیارک ۱۶۸۳۲۱ (به انگلیسی: 168321 Josephschmidt، نامگذاری:1991RJ3) صد و شصت و هشت هزار و سیصد و بیست و یکمین سیارک کشف شده‌است که در ۱۲ سپتامبر ۱۹۹۱ کشف شد.